# Івановка (Асекеєвський район)
Іва́новка (рос. Ивановка) — село у складі Асекеєвського району Оренбурзької області, Росія.

## Населення
Населення — 244 особи (2010; 271 у 2002).
Національний склад (станом на 2002 рік):
- татари — 77 %